# Hierodula fumipennis
Hierodula fumipennis es una especie de mantis de la familia Mantidae.

## Distribución geográfica
Se encuentra en Sumatra.